# Equitazione ai Giochi della XXXI Olimpiade
Le gare di equitazione ai Giochi della XXXI Olimpiade si sono svolti dal 7 al 19 agosto 2016 al Centro Nacional de Hipismo di Rio de Janeiro. Si sono disputati sei eventi: concorso completo individuale e a squadre, dressage individuale e a squadre, salto ostacoli individuale e a squadre.

## Qualificazioni

### Dressage
Per la competizione a squadre erano disponibili dieci posti contingentati. Tre posti per la squadra sono stati assegnati ai FEI World Equestrian Games 2014. Inoltre, altri sei sono stati premiati in concorsi regionali (Europa: 3, America: 1, Africa/Asia: 2). Inoltre, se un paese avesse qualificato 3º 4 atleti nella competizione individuale, questi si sarebbero qualificati anche come squadra e avrebbero potuto competere nella competizione a squadre.[1]
Per la gara individuale i posti sono stati così distribuiti: 60: 40 agli atleti qualificati delle squadre sopra indicate. Inoltre, si sono qualificati i due corridori con il punteggio più alto provenienti da ciascuna delle sette regioni geografiche. Sono stati assegnati posti anche ai primi sei corridori in base alla classifica FEI che non si erano qualificati altrimenti.

### Salto ostacoli
Un paese avrebbe potuto inviare fino a quattro corridori se si fosse qualificato per la competizione a squadre. Similmente al dressage, le squadre di quattro cavalieri si qualificavano ai World Equestrian Games (WEG) o attraverso una competizione regionale.

### Concorso completo
Un paese avrebbe potuto inviare fino a quattro corridori se si fosse qualificato per la competizione a squadre. Similmente al dressage, le squadre di quattro cavalieri si qualificavano ai WEG, a una competizione regionale, o tramite uno spot composito.

## Calendario
| Salto ostacoli    |
| Dressage          |
| Concorso completo |
| Totale            |

|  | Qualificazioni |  | FINALI |

## Podi
| Evento                 | Oro | Perf.  | Argento | Perf.  | Bronzo | Perf.  |
| Concorso completo      | |        | |        | |        |
| Individuale (dettagli) | Michael Jung (Sam FBW) | 40,90  | Astier Nicolas (Piaf de B'Neville)                                                                                            | 48,00  | Phillip Dutton (Mighty Nice) | 51,80  |
| A squadre (dettagli)   | Francia Karim Laghouag (Entebbe) Thibaut Vallette (Qing du Briot) Mathieu Lemoine (Bart L) Astier Nicolas (Piaf de B'Neville)                             | 169,00 | Germania Julia Krajewski (Samourai du Thot) Sandra Auffarth (Opgun Louvo) Ingrid Klimke (Hale-Bob Old) Michael Jung (Sam FBW) | 172,80 | Australia Shane Rose (CP Qualified) Stuart Tinney (Pluto Mio) Sam Griffiths (Paulank Brockagh) Christopher Burton (Santano II)        | 175,30 |
| Dressage               | |        | |        | |        |
| Individuale (dettagli) | Charlotte Dujardin (Valegro) | 93,857 | Isabell Werth (Weihegold Old)                                                                                                 | 89,071 | Kristina Bröring-Sprehe (Desperados FRH)                                                                                              | 87,142 |
| A squadre (dettagli)   | Germania Isabell Werth (Weihegold Old) Dorothee Schneider (Showtime) Kristina Bröring-Sprehe (Desperados FRH)                                             | 82,577 | Gran Bretagna Charlotte Dujardin (Valegro) Carl Hester (Nip Tuck) Fiona Bigwood (Othilia)                                     | 77,937 | Stati Uniti Laura Graves (Verdades) Steffen Peters (Legolas 92) Allison Brock (Rosevelt)                                              | 76,363 |
| Salto ostacoli         | |        | |        | |        |
| Individuale (dettagli) | Nick Skelton (Big Star) | 42,82  | Peder Fredricson (All In) | 43,35  | Eric Lamaze (Fine Lady 5) | 42,09  |
| A squadre (dettagli)   | Francia Philippe Rozier (Rahotep de Toscane) Kevin Staut (Reveur de Hurtebise) Roger Yves Bost (Sydney Une Prince) Penelope Leprevost (Flora de Mariposa) | 3      | Stati Uniti Kent Farrington (Voyeur) Lucy Davis (Barron) McLain Ward (Azur) Elizabeth Madden (Cortes'c')                      | 5      | Germania Christian Ahlmann (Taloubet Z) Meredith Michaels-Beerbaum (Fibonacci) Daniel Deusser (First Class) Ludger Beerbaum (Casello) | 8      |

## Medagliere
| Pos.   | Paese         | Oro | Argento | Bronzo | Totale |
| ------ | ------------- | --- | ------- | ------ | ------ |
| 1      | Germania      | 2   | 2       | 2      | 6      |
| 2      | Francia       | 2   | 1       | 0      | 3      |
| 2      | Gran Bretagna | 2   | 1       | 0      | 3      |
| 4      | Stati Uniti   | 0   | 1       | 2      | 3      |
| 5      | Svezia        | 0   | 1       | 0      | 1      |
| 6      | Australia     | 0   | 0       | 1      | 1      |
| 6      | Canada        | 0   | 0       | 1      | 1      |
| Totale | Totale        | 6   | 6       | 6      | 18     |